# Psychotria correae
Psychotria correae är en måreväxtart som först beskrevs av John Duncan Dwyer och M.Victoria Hayden, och fick sitt nu gällande namn av Charlotte M. Taylor. Psychotria correae ingår i släktet Psychotria och familjen måreväxter. Inga underarter finns listade i Catalogue of Life.